# The Piano Guys
A Piano Guys egy amerikai duó, tagjai: Jon Schmidt és Steven Sharp Nelson.
A YouTube-csatornájukkal váltak híressé, ahol népszerű dalfeldolgozásokat, illetve saját szerzeményeket adtak ki professzionális videóklipek kíséretében. Az első albumuk 2011 decemberében jelent meg (Hits Vol. 1).

## Zene
Jon zongorán játszik, Steven pedig csellón (klasszikus és elektromos).
A legtöbb dalt több hangsávon rögzítik és később keverik össze. Ezzel olyan benyomást keltenek, mintha többen játszanának egyszerre.

## Történelem
Paul Andersonnak volt egy zongora boltja St. George, Utah -ban. Itt találkozott Jon Schmidt zenésszel, amikor itt járt megkérdezni, hogy tud-e gyakorolni a közelgő koncertjére. 
Kicsit később kezdetét vették a hangfelvételek. Miután Steven Sharp Nelson csatlakozott a csapathoz, elkezdődött a siker. Minden héten kiadtak egy zenés videót a YouTube-on. A legtöbb videójukat már több mint 1 millióan nézték meg.

## Diszkográfia

### The Piano Guys Hits Vol. 1
2011 december
1. Michael Meets Mozart
2. Moonlight
3. Without You
4. The Cello Song
5. Rolling In The Deep
6. Cello Wars (Radio Edit)
7. O Fortuna (Carmina Burana)
8. Bring Him Home (Les Misérables)
9. Charlie Brown Medley
10. Rock Meets Rachmaninoff
11. All Of Me

A Limited Edition plusz két számot tartalmaz:
- More Than Words
- Twinkle Lullaby